# Orientocampa
Orientocampa es un género de dipluro en la familia Campodeidae. Existe por lo menos una especie descripta en  Orientocampa, O. frigillis.